# High school
För boken av Tegan och Sara Quin, se High School (bok).

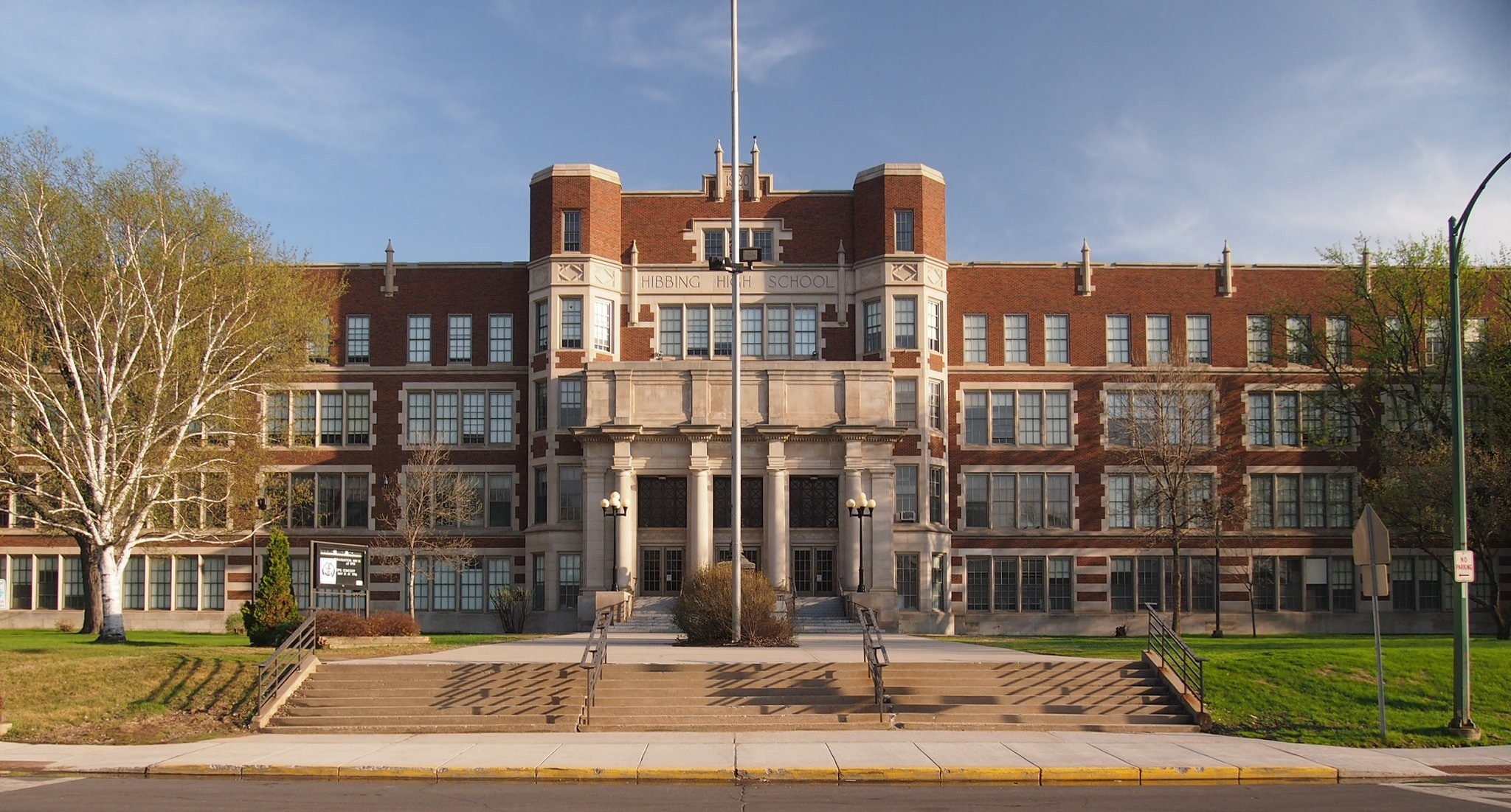
Hibbing High School i Hibbing, Minnesota.

High school ("högskola" i direkt översättning från engelska) är den skolform som är den avslutande delen av den obligatoriska utbildningen i USA. Eleverna är normalt mellan 14 och 18 år gamla. 
Amerikansk high school motsvarar ungefär svensk grundskola och gymnasium vad gäller utbildningsnivå. I början omfattade high school årskurserna 9-12, men omfattar nu årskurserna 7-12 där det finns en uppdelning mellan junior high school (7-9) och senior high school (10-12).
2016-2017 fullföljde 84,6 % high school i USA. I många fall är high school comprehensive vilket betyder att utbildningen också innehåller yrkesutbildning eller collegeutbildning.
Även i Australien, Kanada, Nya Zeeland, Skottland och Sydafrika kallas ibland skolor för sekundärutbildning high school.
Det svenska ordet "högskola" motsvaras på engelska av college (Irland, USA) eller university college (Storbritannien, andra länder i Samväldet).